# کئوتو
کئوتو (به لاتین: Koutou) یک شهرک در جمهوری خلق چین است که در شهرستان شینگتانگ واقع شده‌است. کئوتو ۱۸۵ متر بالاتر از سطح دریا واقع شده‌است.